# Gesù Divin Lavoratore
Gesù Divin Lavoratore je kardinálský titulární kostel ustanovený roku 1969 papežem Pavlem VI. Nachází se na Via Oderisi da Gubbio v Římě. Prvním titulárním kardinálem se stal arcibiskup Nankingu Paul Yü Pin. Založen byl 1. října 1954.

## Titulární kardinálové
| Jméno                     | Funkce                     | Od          | Do           |
| ------------------------- | -------------------------- | ----------- | ------------ |
| Paul Yü Pin               | Arcibiskup Nankingu (Čína) | 30. 4. 1969 | 16. 8. 1978  |
| Joseph Louis Bernardin    | Arcibiskup Chicaga (USA)   | 2. 2. 1983  | 14. 11. 1996 |
| Christoph Schönborn, O.P. | Arcibiskup vídeňský        | 21. 2. 1998 | současnost   |